# Trichrous dimidiatipennis
Trichrous dimidiatipennis là một loài bọ cánh cứng trong họ Cerambycidae.